# Choleva oblonga
Choleva oblonga är en skalbaggsart som beskrevs av Pierre André Latreille 1807. Choleva oblonga ingår i släktet Choleva, och familjen mycelbaggar. Arten är reproducerande i Sverige.